# Kriegsgräberstätte Nyakagunda
Die Kriegsgräberstätte Nyakagunda ist ein deutscher Soldatenfriedhof in Burundi, gelegen in der Nähe von Cibitoke, etwa 60 Kilometer nordwestlich der ehemaligen Hauptstadt Bujumbura. Der Friedhof dient als Ruhestätte für zwölf deutsche Soldaten, die im Ersten Weltkrieg fielen, sowie für 28 gefallene Askaris der ehemaligen Deutschen Schutztruppe.

## Geschichte
Ursprünglich befanden sich acht der deutschen Gefallenen auf einem Friedhof in Bujumbura. Aufgrund der Auflassung dieses Friedhofs im Zuge öffentlicher Bauvorhaben wurden die sterblichen Überreste der deutschen Soldaten im Einvernehmen mit der Deutschen Botschaft in Bujumbura nach Nyakagunda umgebettet. Dort wurden sie neben Hauptmann Schimmer und Gefreiten Jope beigesetzt, die bereits auf dem Friedhof in Nyakagunda ihre letzte Ruhestätte gefunden hatten. Zwei weitere wurden nachträglich in den 1970er/1980er Jahren identifiziert. Neben den Gräbern der deutschen Soldaten beherbergt der Friedhof auch die Gräber von 28 Askaris. Der Volksbund deutsche Kriegsgräberfürsorge kümmert sich um die Instandhaltung des Friedhofes.

## Gestaltung
Die ursprüngliche Anlage umfasste etwa 50 Quadratmeter. Sie war durch größere Natursteine umlegt, aber nicht eingezäunt und von rotblühenden Bäumen umstanden. Innerhalb dieser Umfriedung befanden sich 28 mit Natursteinen eingefasste Einzelgräber in Reihenanordnung. Zentral auf dem Friedhof lagen zwei weitere, größere Einzelgräber, die auszementiert und mit Steinkreuzen versehen waren.